# Karl Joseph Bouginé
Karl Joseph Bouginé (* 22. März 1735 in Pforzheim; † 29. Mai 1797 in Karlsruhe) war ein deutscher evangelischer Theologe und Lehrer.

## Leben
Bouginé, dessen Großvater aus Valenciennes in Frankreich zugewandert war, studierte 1753–1758 Theologie und Philologie an der Universität Tübingen. Er war danach als Hilfspfarrer in Pforzheim und in benachbarten Pfarreien tätig. Ab 1758 war er Lehrer, unter anderem für Latein und Altgriechisch, am fürstlichen Gymnasium in Karlsruhe. Dort unterrichtete er beispielsweise den späteren Dichter Johann Peter Hebel. 1773 wurde Bouginé zum Kirchenassessor und 1780 zum (Geheimen) Kirchenrat ernannt. Ab 1790 war er Direktor des Karlsruher Gymnasiums.
Zudem schrieb er das fünfbändige Handbuch der allgemeinen Litterargeschichte nach Heumanns Grundriss.
Der Schwarzwälder Landarzt Adolph Heinrich Bouginé (1815–1887) war ebenso ein Bruder Bouginés wie der Freiburger Spediteur Wilhelm Bouginé.
Karl Joseph Bouginé war in erster Ehe mit Johanne Eleonore Mylius verheiratet, mit ihr hatte er zwei Söhne und sechs Töchter. Sein Sohn Karl Friedrich Bouginé war Legationsrat in Wien und starb 1836 in Durlach, eine seiner Töchter war die Verlegerin Ernestine Müller in Karlsruhe. Seine zweite Ehe mit Wilhelmine Christine Ohlnhausen blieb kinderlos.

## Publikationen
- Handbuch der allgemeinen Litterargeschichte nach Heumanns Grundriß. Erster Band. Zürich 1789 (archive.org).
- Handbuch der allgemeinen Litterargeschichte nach Heumanns Grundriß. Zweiter Band. Zürich 1790 (archive.org).
- Handbuch der allgemeinen Litterargeschichte nach Heumanns Grundriß. Dritter Band. Zürich 1790 (archive.org).
- Handbuch der allgemeinen Litterargeschichte nach Heumanns Grundriß. Vierter Band. Zürich 1791 (archive.org).
- Handbuch der allgemeinen Litterargeschichte nach Heumanns Grundriß. Fünfter Band. Zürich 1792 (archive.org).
- Handbuch der allgemeinen Litterargeschichte nach Heumanns Grundriß. Nach dessen Tode herausgegeben von C. F. Bouginé. Des Sechsten oder Supplementbandes erster Theil. Zürich 1800 (archive.org).
- Handbuch der allgemeinen Litterargeschichte nach Heumanns Grundriß. Nach dessen Tode herausgegeben von C. F. Bouginé. Des Sechsten oder Supplementbandes zweiter Theil. Zürich 1802 (archive.org).